# Bethelkirche (Aleppo)

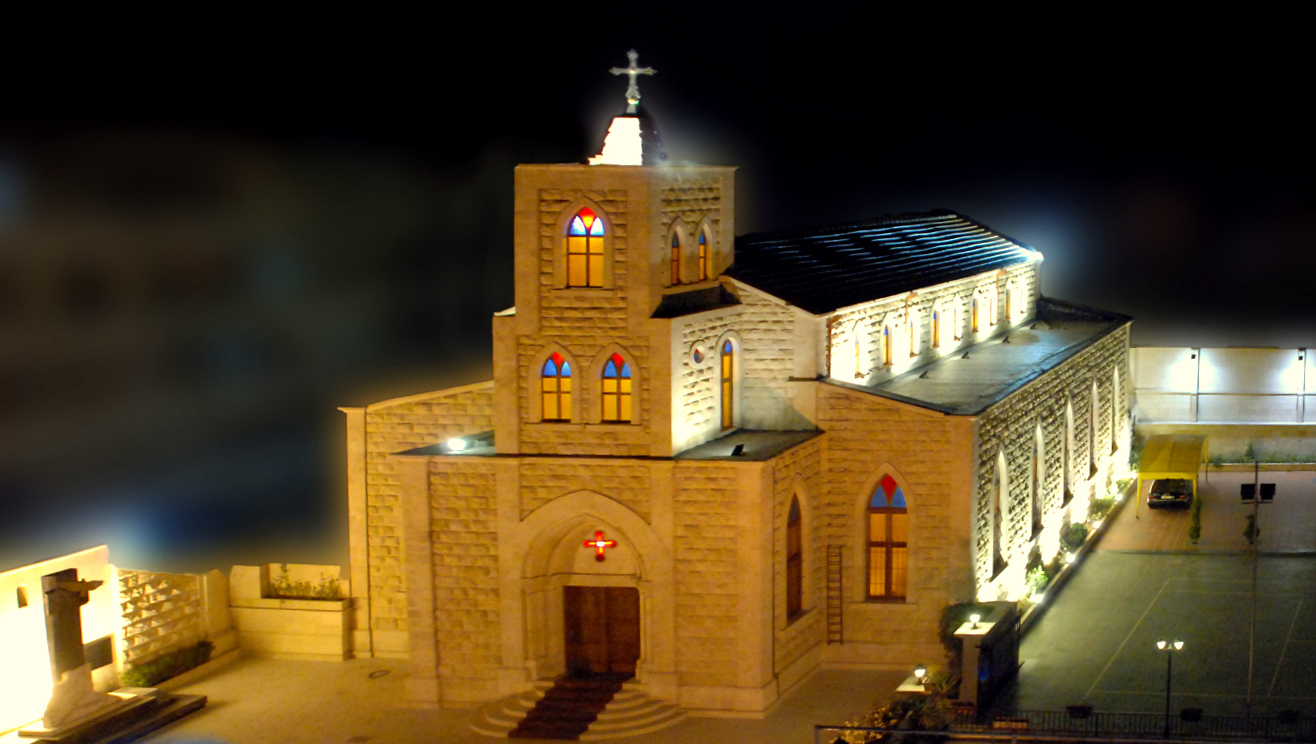
Armenische evangelische Bethel-Kirche in Aleppo, 2016

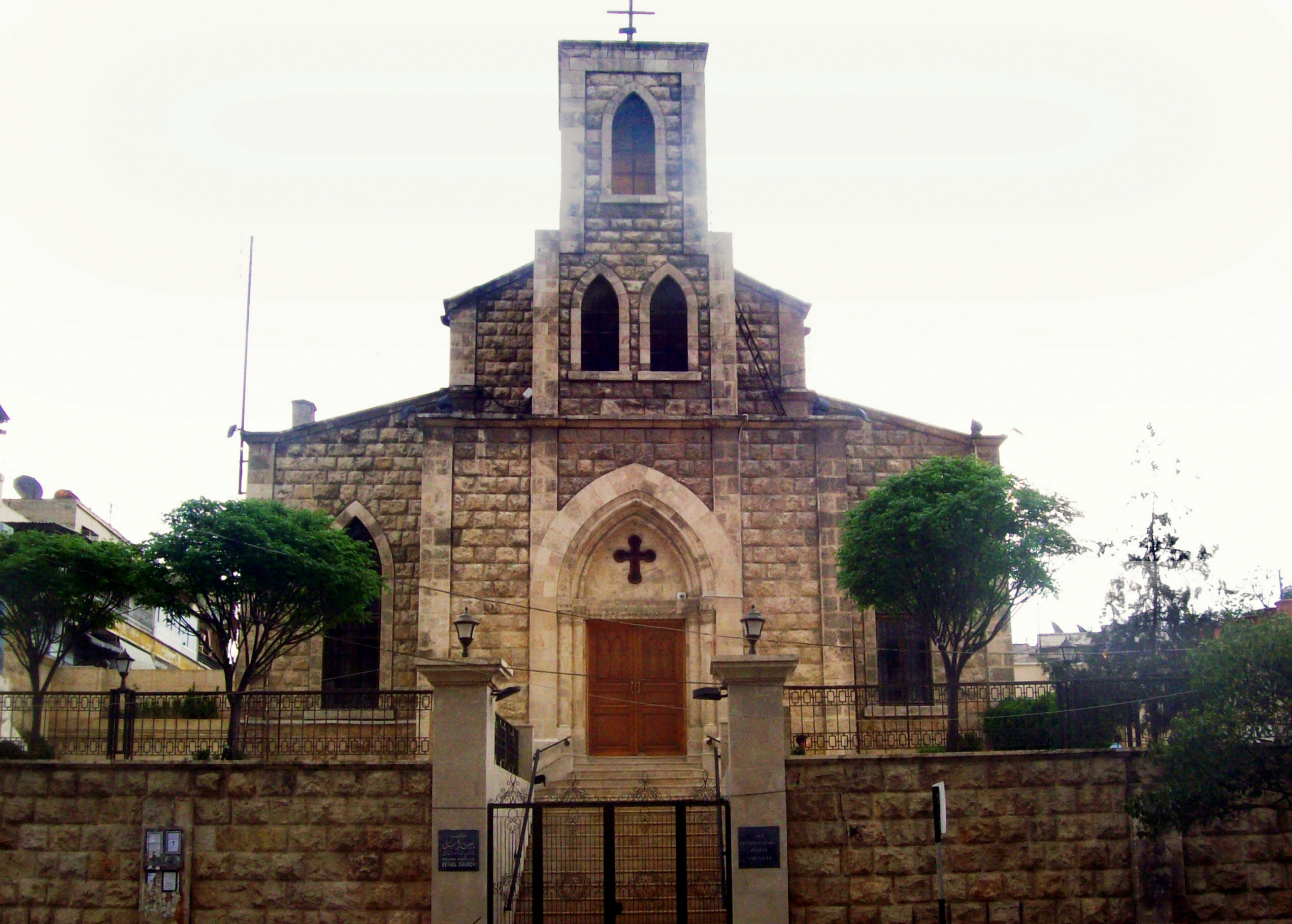
Armenische evangelische Bethel-Kirche in Aleppo, 2010

Die Bethelkirche (arabisch كنيسة بيت ايل, armenisch Բեթելի եկեղեցի) ist eine Kirche der Armenischen Evangelischen Kirche in der syrischen Stadt Aleppo im Stadtteil Dschabriya.

## Standort
Die Bethelkirche von Aleppo steht im Stadtteil Dschabriya (Jabriya, direkt südlich von Sulaymaniya) an der al-Quds-Straße (Jerusalemstraße, شارع القدس, DMG Šāriʿ al-Quds) an deren Ostseite im Mittelabschnitt.

## Geschichte

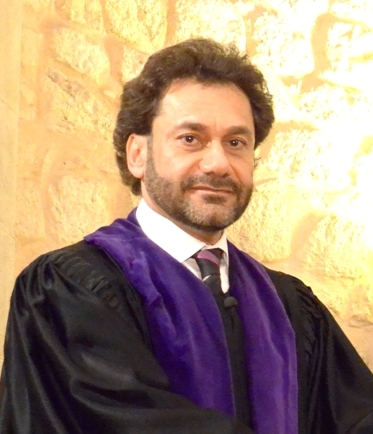
Der langjährige Pastor Harutyun Selimian, 2014

Die armenische evangelische Bethel-Gemeinde wurde von armenischen evangelischen Flüchtlingen aus Marasch (Մարաշ, heute Türkei) gegründet, die der Vernichtung der dortigen Armenier im Jahre 1920 entronnen waren. Die Flüchtlinge kamen in Aleppo vor allem in den Stadtteilen Jabriya and Sulaymaniya unter. Erste Gottesdienste fanden 1922 statt. Evangelische Missionare aus den USA erwarben ein Gehöft namens al-Hamidiya, wo sie eine Holzhalle mit Kirchen- und Schulräumen errichteten. Die Gemeindeglieder waren Arbeiter, Witwen, Waisen und Jugendliche, denn die Intelligenz war als erste der Vernichtung anheimgefallen. Die Gemeinde wuchs durch Ankunft weiterer Heimatloser, und im Jahre 1932 besuchten etwa 1600 Menschen die provisorische Kirche. 1934 konnte der Bau der neuen, ganz nach dem Vorbild der zerstörten evangelischen Kirche in Marasch gebauten Bethel-Kirche gefeiert werden. 1937 erhielt die Bethel-Kirche ihre heutige Gestalt. Der bis heute aktive Harutyun Selimian kam 1992 als sehr junger Pastor an die Bethel-Kirche.
Im Gegensatz zu sehr vielen Kirchen Aleppos – auch in der Nähe – überstand die Bethel-Kirche im Bürgerkrieg in Syrien die Schlacht um Aleppo von Juli 2012 bis zur Vertreibung der Islamisten im Dezember 2016 ohne Schäden, verlor aber durch Flucht viele ihrer Mitglieder. Dennoch gab es jeden Sonntag Gottesdienste, und die evangelische Bethelschule wie auch die anderen armenischen evangelischen Schulen konnten offen gehalten werden. Nach Angaben des Pastors Selimian gab es im März 2016 noch 250 evangelische Familien in Aleppo, und rund 450 Menschen kamen im Schnitt zum Gottesdienst in der Bethelkirche. 35 Familien aus der Bethelgemeinde hatten bis dahin Syrien verlassen. Eine große Bedeutung erlangte die Bethelgemeinde in Aleppo durch die Gründung der Bethel-Poliklinik im Juni 2013. Zu einem Angebot der Gemeinde im Krieg wurde auch die Behandlung von psychischen Traumata. Bei einem von Simon Der-Sahagian und Harutyun Selimian geleiteten gemeinsamen Gottesdienst der drei armenischen evangelischen Kirchen Aleppos – der schwer beschädigten und unbenutzbaren Immanuelkirche, der Märtyrerkirche und der Bethelkirche – in der Bethelkirche am 16. April 2017 zum ersten Osterfest seit der Vertreibung der Islamisten aus Aleppo nahmen etwa 2000 Personen teil. Bis heute ist auch die unter anderen von Pastor Harutyun Selimian geleitete Kinder- und Jugendarbeit der Kirche lebendig. Am 1. März 2019 fand in der Bethel-Kirche von Aleppo ein Gottesdienst des Weltgebetstags der Frauen statt.

## Architektur und Ausstattung

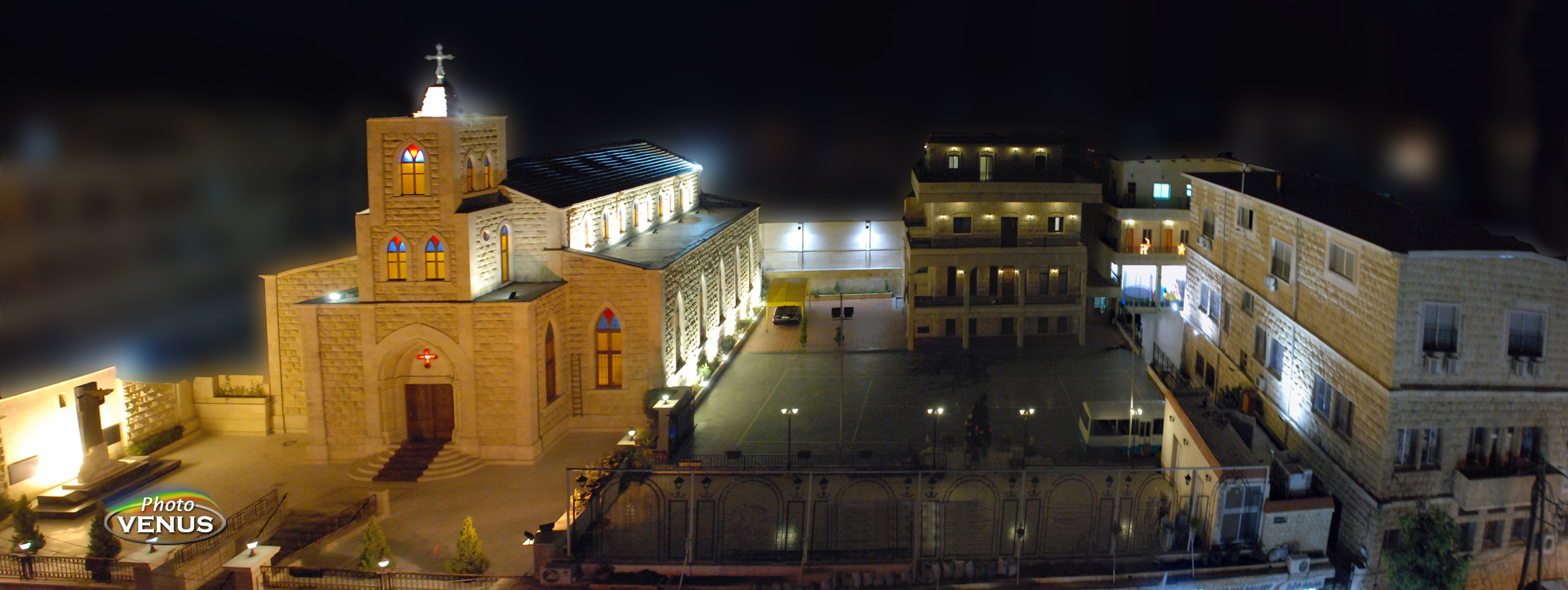
Armenische evangelische Bethel-Kirche mit zugehöriger Sekundarschule in Aleppo, 2016

Anders als die meisten protestantischen Kirchen Syriens ist die Bethel-Kirche eine Basilika, deren Obergaden beiderseits je neun kleine Spitzbogenfenster, die Seitenschiffe an den Seiten jeweils fünf große Spitzbogenfenster aufweisen. Über dem spitzbogigen Eingangsportal befinden sich im ersten Obergeschoss zwei und im zweiten Obergeschoss ein Spitzbogenfenster, darüber auf einem kleinen Pyramidendach ein Kreuz. Die Kirchenwände sind weder innen noch außen verputzt, so dass die hellbraunen Mauersteine sichtbar sind.

## Einrichtungen
Die Bethelkirche betreibt eine Schule, die Bethelschule, vom Kindergarten bis zur 12. Klasse. Auch durch die Zeit des Bürgerkrieges wurde der Unterricht aufrechterhalten. Im März 2016 besuchten 260 Kinder und Jugendliche vom Kindergarten bis zur 12. Klasse die Schule und wurden von 50 Lehrern unterrichtet.
Seit Juni 2013 gibt es die Bethel-Poliklinik, die zunächst auf kircheneigenem Gelände betrieben wurde. 2020 musste die wachsende Poliklinik aus Platzgründen in ein größeres Gebäude in der Nähe umziehen.